# Андріївка (Коростенський район)
Андрі́ївка — село в Україні, в Олевській міській територіальній громаді Коростенського району Житомирської області. До 1939 року — колонія. Кількість населення становить 219 осіб (2001). У 1923—54 роках — адміністративний центр однойменної сільської ради.

## Населення
Відповідно до результатів перепису населення Російської імперії 1897 року, загальна кількість мешканців становила 649 осіб, з них: римокатоликів — 120, протестантів — 507, чоловіків — 317, жінок — 332.
В кінці 19 століття в селі налічувалося 80 дворів та 393 жителі, у 1906 році — 99 дворів та 530 мешканців, в 1910 році — 510 осіб.
Кількість населення, станом на 1923 рік, становила 635 осіб, кількість дворів — 117.
Відповідно до результатів перепису населення СРСР, кількість населення, станом на 12 січня 1989 року, становила 290 осіб.
Станом на 5 грудня 2001 року, відповідно до перепису населення України, кількість мешканців села становила 219 осіб.
Розподіл населення за рідною мовою за даними перепису 2001 року:
| Мова       | Відсоток |
| ---------- | -------- |
| українська | 99,54 %  |
| білоруська | 0,46 %   |

## Історія
Лютеранське поселення Андріївка-Сущанська (Андріївка Друга, Андріївка-Ольгинка) на орендованих землях, із перевагою населення німецької національности, лютеранська парафія — Емільчин; мало дім молитви та школу.
В кінці 19 століття — село Юрівської волості Овруцького повіту, за 88 верст від Овруча.
В 1906 році — колонія Юрівської волості (4-го стану) Овруцького повіту Волинської губернії. Відстань до повітового центру, м. Овруч, становила 90 верст, до волосної управи в містечку Олевськ — 15 верст. Найближче поштово-телеграфне відділення розташовувалось в Олевську.
У 1923 році увійшла до складу новоствореної Андріївської сільської ради, котра, від 7 березня 1923 року, стала частиною новоутвореного Олевського району; адміністративний центр ради. Відстань до районного центру, міст. Олевськ, становила 9 верст. Від 1939 року — село. 11 серпня 1954 року, внаслідок ліквідації Андріївської сільської ради, включене до складу Сущанської сільської ради Олевського району Житомирської області.
23 липня 1991 року, відповідно до постанови Кабінету Міністрів Української РСР № 106 «Про організацію виконання постанов Верховної Ради Української РСР…», село віднесене до зони гарантованого добровільного відселення (третя зона) внаслідок аварії на Чорнобильській АЕС.
11 серпня 2016 року увійшло до складу новоствореної Олевської міської територіальної громади Олевського району Житомирської області. Від 19 липня 2020 року, разом з громадою, в складі новоствореного Коростенського району Житомирської області.